# 이호철 (배우)
이호철(본명: 이원섭, 1985년 12월 11일 ~ )은 대한민국의 배우이다.

## 학력
- 명지전문대학 연극영상학과

## 출연작

### 영화
- 《크로스》 (2024년) - 동수 역
- 《탈주》 (2024년) - 만취 장성 역 (특별출연)
- 《부기나이트》 (2022년) - 상환 역
- 《뜨거운 피》 (2022년) - 단가 역
- 《퍼펙트맨》 (2019년) - 형대 역
- 《말모이》 (2019년) - 기도부장 역
- 《마약왕》 (2018년) - 하마 역
- 《택시운전사》 (2017년) - 홍용표 역
- 《더 킹》 (2017년) - 들개파4 (본명으로 출연)
- 《당신, 거기 있어줄래요》 (2016년) - 휴게소 담배가게 직원 역
- 《검사외전》 (2016년) - 박준범 역
- 《오빠생각》 (2016년) - 상렬 소대원 / 무전병 역
- 《극비수사》 (2015년) - 배철호 역
- 《친구 2》 (2013년) - 감방건달 역

### 드라마
- 《크래시》 (2024년, ENA) - 우동기 역
- 《모래에도 꽃이 핀다》 (2023년, ENA) - 정길수 역
- 《연인》 (2023년, MBC) - 끗쇠 역
- 《아라문의 검》 (2023년, tvN) - 기토하 역
- 《조선 정신과 의사 유세풍 2》 (2023년, tvN) - 소격동 불장작 역
- 《모범형사 2》 (2022년, JTBC) - 구재춘 역
- 《아다마스》 (2022년, tvN) - 정과장 역
- 《모범택시》 (2021년, SBS) - 구석태 / 구영태 역
- 《더 킹 : 영원의 군주》 (2020년, SBS) - 달구 역
- 《낭만닥터 김사부 2》 (2020년, SBS) - 사채업자 역
- 《모두의 거짓말》 (2019년, OCN)-불곰역
- 《아스달 연대기》 (2019년, tvN) - 기토하 역
- 《무법 변호사》 (2018년, tvN)-강사장역
- 《슬기로운 감빵생활》 (2017년, tvN) - 건달 / 갈대봉 역
- 《쌈 마이웨이》 (2017년, KBS2) - 설희의 둘째오빠 역
- 《역적 : 백성을 훔친 도적》 (2017년, MBC) - 끗쇠 역
- 《오 마이 금비》 (2016년, KBS2) - 최무석 역

### 방송
- 2020년 SBS 《미운 우리 새끼》- 게스트
- 2020년 KBS2 《옥탑방의 문제아들》- 110회 게스트
- 2021년 MBC 《황금어장 라디오스타》- 724회  게스트
- 2021년 JTBC 《아는 형님》-  게스트
- 2022년 SBS 《돌싱포맨》- 게스트
- 2022년 MBC 《악카펠라》- 출연
- 2022년 tvN Story 《안티에이짐》- 출연
- 2023년 SBS 《덩치 서바이벌-먹찌빠》- 출연
- 2024년 SBS 《강심장VS》- 게스트
- 2024년 tvN 《놀라운 토요일》- 게스트